# Banyliw-Pidhirnyj

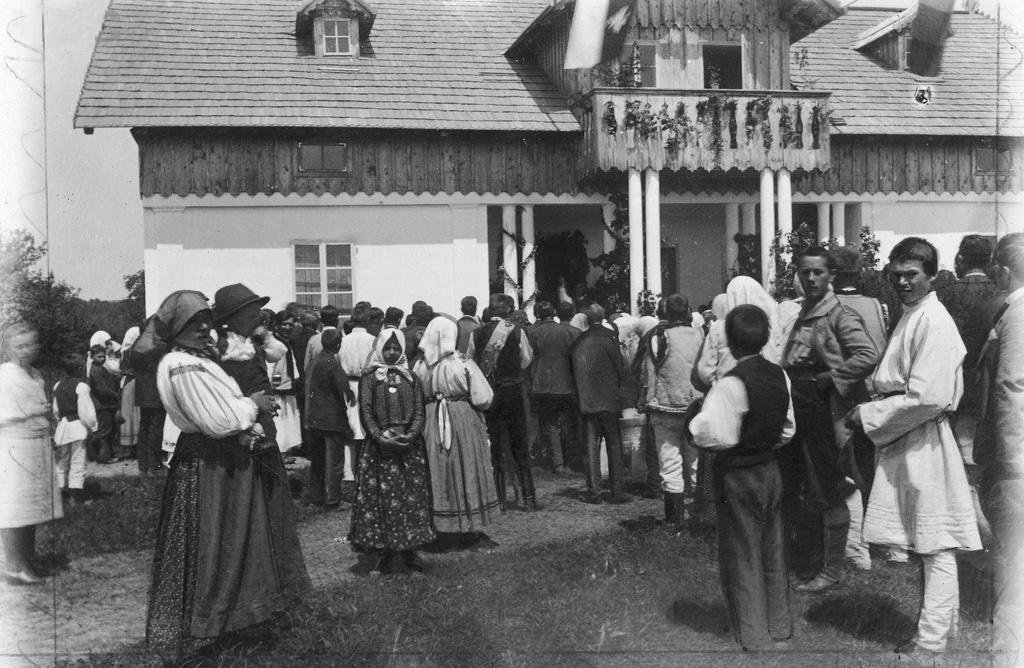
Polscy mieszkańcy wsi Baniłów nad Seretem na Bukowinie w Rumunii (r. 1923)

Banyliw-Pidhirnyj (ukr. Банилів-Підгірний; rum. Bănila pe Siret, daw. Bănila Moldovenească, pol. Baniłów nad Seretem, daw. Banilla Mołdawska) – wieś na Ukrainie, w obwodzie czerniowieckim, w rejonie storożynieckim. W 2001 roku liczyła ok. 4 tys. mieszkańców.
Miejscowość położona jest na terenie historycznej Bukowiny, pomiędzy Storożyńcem a Wyżnicą. Najbliższa stacja kolejowa znajduje się Berhomecie.

## Historia
W 1919 roku wraz z całą Bukowiną wieś weszła w skład Królestwa Rumunii. W 1940 roku wraz z aneksją Bukowiny i Besarabii na mocy paktu Ribbentrop-Mołotow dostała się pod okupację Związku Radzieckiego. W latach 1941–1944 ponownie znalazła się w granicach Rumunii. W 1944 roku znów została zajęta przez ZSRR i wcielona do Ukraińskiej Socjalistycznej Republiki Radzieckiej. Od 1991 roku w granicach niepodległej Ukrainy. Do 1945 roku jedno ze skupisk Polaków na Bukowinie, którzy współcześnie stanowią zaledwie 0,3% populacji miejscowości. W okresie międzywojennym  w Baniłowiefunkcjonował Dom Polski.
W Baniłowie nad Seretem urodził się i działał Tytus Czerkawski - Prezes Polskiej Rady Narodowej w Rumunii, Związku Stowarzyszeń Polskich w Rumunii i Związku Polaków w Rumunii. W 1939 został senatorem Królestwa Rumunii, reprezentującym mniejszość polską. Funkcję tę pełnił aż do aneksji i okupacji Bukowiny przez Związek Sowiecki w 1940 roku.